# Laurin & Klement - Škoda 115
Laurin & Klement 115 – czteromiejscowy, sześciomiejscowy otwarty sedan z silnikiem o pojemności 1944 cm³ umieszczonym z przodu, napędzającym tylną oś. Model 115 był przedłużoną wersją modelu 110.

## Szczegółowe dane techniczne
- Silnik
  - Pojemność skokowa: 1944 cm³
  - Średnica cylindra x skok tłoka: 75 x 110 mm
  - Moc maksymalna: 30 KM(22 kW) przy 3000 obr./min
- Osiągi
  - Przyśpieszenie 0-100km/h:
  - Prędkość maksymalna: 90 km/h